# فلورنسیا مولینرو
 فلورنسیا مولینرو (انگلیسی: Florencia Molinero؛ زادهٔ ۲۸ نوامبر ۱۹۸۸) یک تنیس‌باز اهل آرژانتین است.